# Hôpital de Långbro
L'hôpital de Långbro (en suédois : Långbro sjukhus) est un ancien hôpital psychiatrique dans le quartier de Långbro à Stockholm en Suède.

## Présentation
L'hôpital de Långbro a été concu par l'architecte Gustaf Wickman et a ete construit entre 1905 et 1910 et fermé en 1997. 
Le Långbroparken constitue la zone centrale de l'ancien hôpital.
Le musée de l'hôpital de Långbro, créé par Heritage Stockholm, est une exposition numérique qui préserve l'histoire de l'hôpital.
L'ancien territoire de l'hôpital est désormais préservé en tant que parc public appelé Långbroparken. Les équipements du parc de Långbro comprennent un étang ornemental avec des fontaines, des avenues bordées d'arbres et des sentiers de promenade, des pelouses, des terrains de jeux, un espace jardin communautaire, un terrain de basket-ball extérieur, des équipements d'entraînement en circuit extérieur, un gymnase, une piscine, une école maternelle et des zones laissés naturelles pour la faune aux bords ouest et est. 
Les bâtiments situés dans ou à proximité du parc abritent de petites entreprises et des maisons familiales.

## Histoire
Le premier établissement moderne de Stockholm dédié au traitement des malades mentaux fut celui de Konradsberg, achevé en 1861 et rebaptisé plus tard Rålambshov.
Au cours du XIXème siècle, la Suède décida que chaque comté devait posséder son propre établissement psychiatrique pour répondre aux besoins de la communauté ; Stockholm en développa finalement deux : Långbro et, en 1932, l'hôpital de Beckomberg.
En 1902, le conseil municipal de Stockholm alloua des fonds pour la construction d'un établissement à Långbro gård, à ce qui était alors Brännkyrka. L'asile de Långbro avait pour vocation de prendre en charge les résidents de la ville souffrant de troubles mentaux. 
La ville acheta 230 000 m² de forêt au propriétaire Alfred Söderlund. 
En 1904, Gustaf Wickman fut chargé par le Conseil médical de concevoir le nouvel hôpital. 
Les travaux, menés par le maître d'œuvre Frans Albert Andersson, commencèrent en 1905 et s'achevèrent en mai 1910. 
L'hôpital commença à accueillir des patients en décembre 1909, une fois le pavillon des hommes achevé. Outre deux bâtiments hospitaliers, l'un pour les patients et l'autre pour les patientes, l'hôpital comprenait un bâtiment administratif, un bâtiment financier, la résidence du médecin-chef, des dépendances, etc.
En 1912, l'hôpital comptait 640 lits. En 1922, un nouveau pavillon fut construit, portant le nombre de lits à 730. Suite à de nouvelles agrandissements, le nombre de lits atteignit son apogée dans les années 1970, atteignant 1 350. Le démantèlement commença ensuite, si bien qu'en 1993, l'hôpital ne comptait plus que 600 places, avant sa fermeture complète en 1997.

## Patients notables
Le nazi allemand Hermann Göring a été patient à l'Institut de Långbro pour le traitement des maladies nerveuses à plusieurs reprises entre 1925 et 1927 en raison de troubles mentaux consécutifs à son abus de morphine.

## Galerie

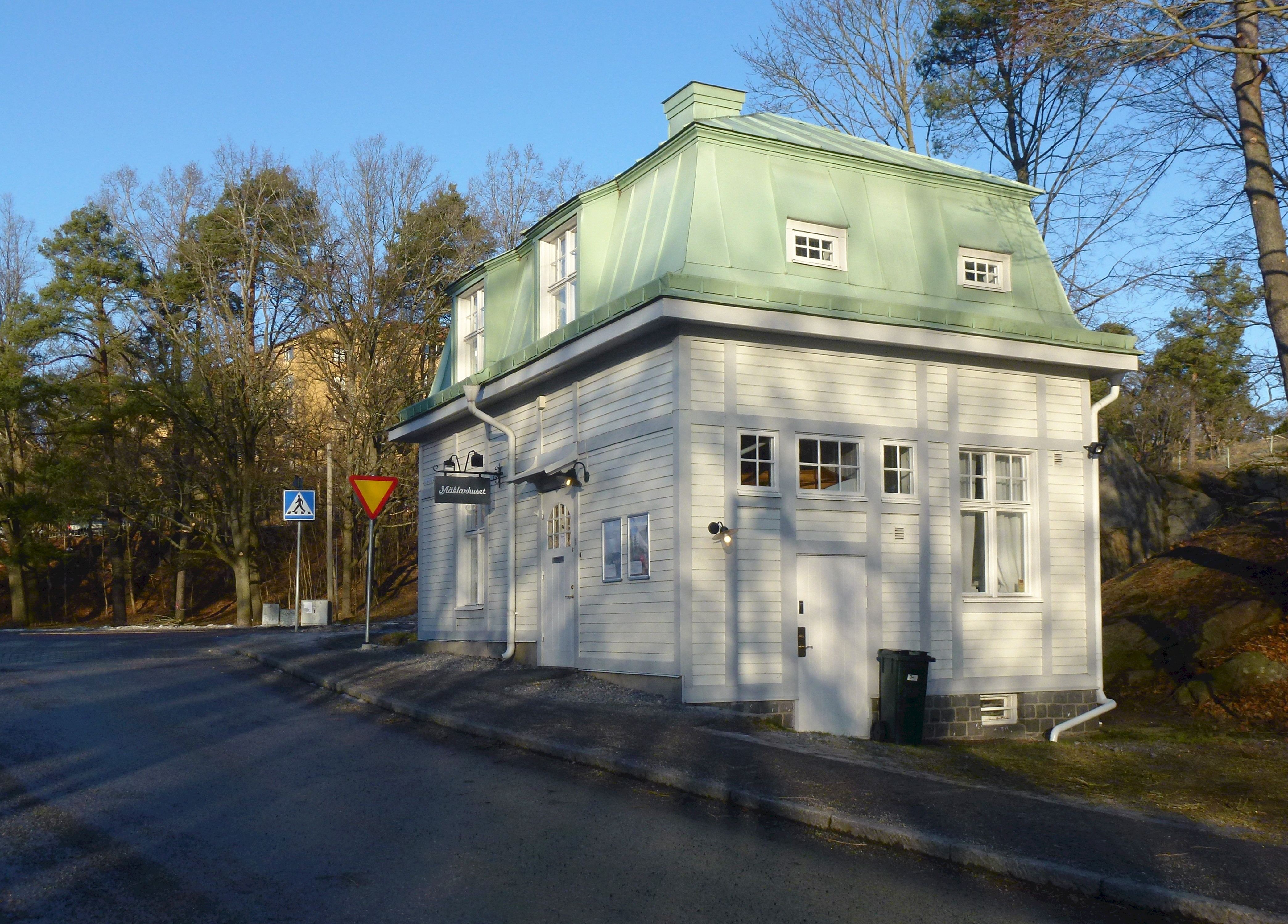
Ancien corps de garde.
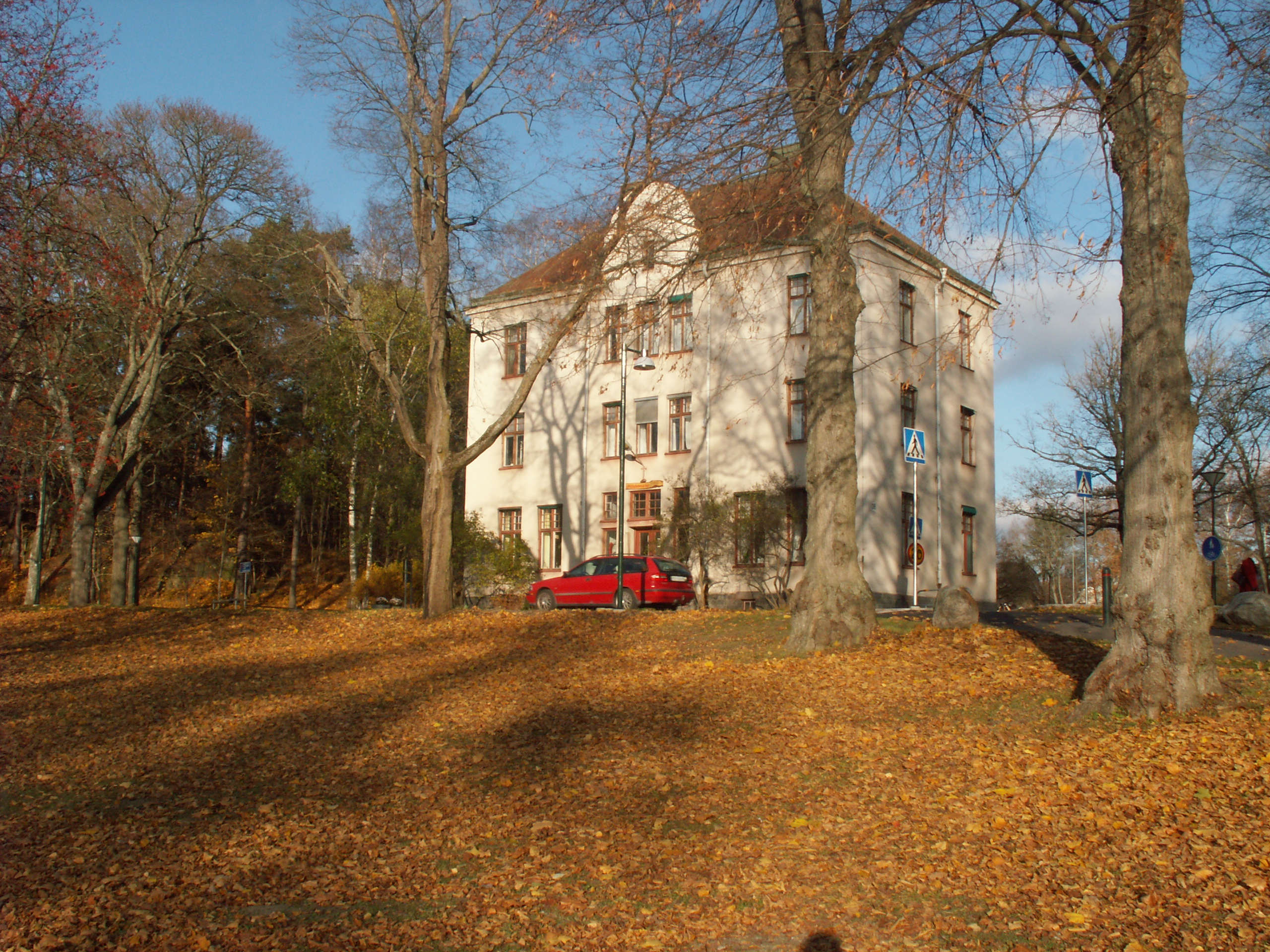
Villa.
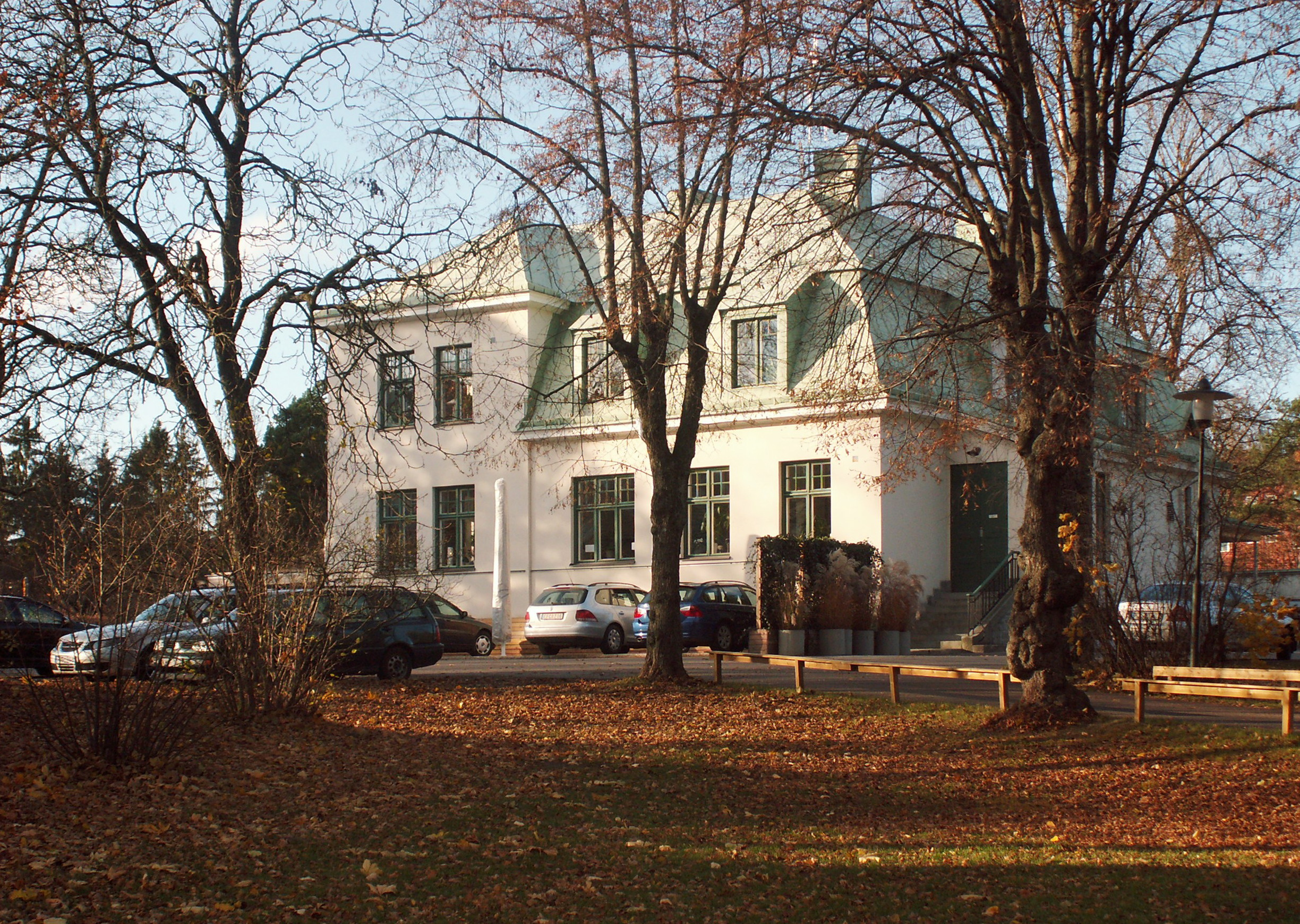
Taverne de Långbro.
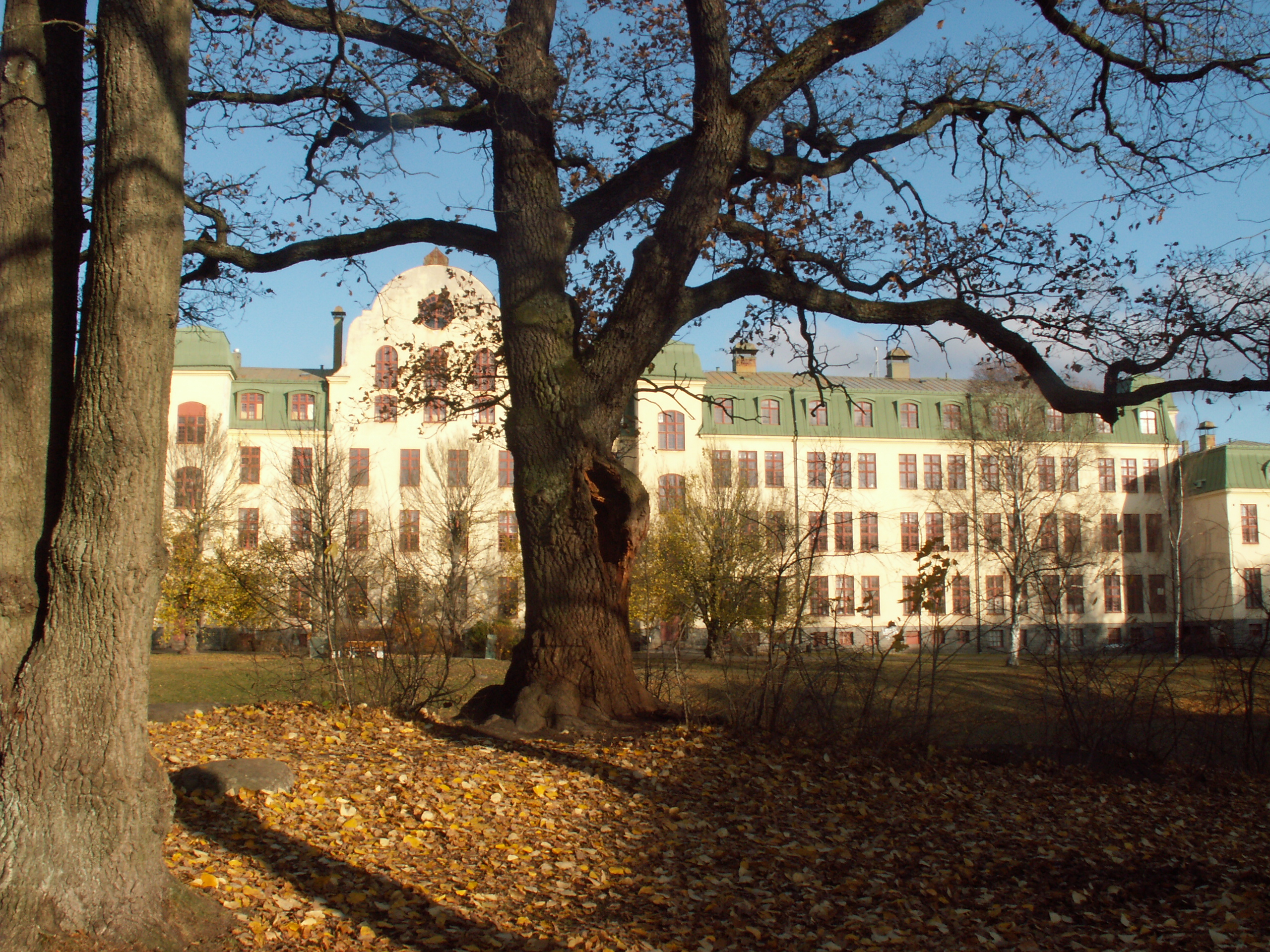